# Albert Pudas
Juho Albert Pudas, à l'origine Juho Albert Putaansuu et dit Al Pudas (né le 17 février 1899 à Siikajoki, dans l'Empire russe, aujourd'hui en Finlande — mort le 28 octobre 1976 à Thunder Bay, dans la province de l'Ontario au Canada) est un joueur et un entraîneur canado-finlandais de hockey sur glace ; il évoluait en position d'ailier gauche.
Il est le premier joueur né en Finlande à jouer en Ligue nationale de hockey.

## Biographie

### Enfance et début de carrière
Fils d'Albert Putaansuu et Anna Maria Impola, Juho Albert Putaansuu naît en 1899 à Siikajoki, dans l'Empire russe, aujourd'hui en Finlande. Alors qu'il est âgé de dix-huit mois, la famille Putaansuu émigre au Canada et s'installe en Ontario. Une fois arrivé, le nom de famille est raccourci et devient Pudas. Dans son pays adoptif, le jeune Albert apprend le hockey sur glace sur les lacs gelés.
En 1922, il joint les amateurs des Ports de Port Arthur de la Manitoba Senior Hockey League, renommés les Bearcats l'année suivante. Pour sa première saison en sénior, Pudas inscrit 25 points, dont 17 buts, en 16 parties jouées. En 1925, il remporte avec les Bearcats la Coupe Allan, remise aux champions de hockey sur glace amateur du Canada, inscrivant 21 points en 10 parties jouées lors des séries éliminatoires. La saison suivante, les Bearcats conservent la coupe.

### Carrière professionnelle
Le 28 octobre 1926, il signe à titre d'agent libre avec les Saint-Patricks de Toronto de la Ligue nationale de hockey (LNH), imitant ainsi ses coéquipiers Bill Brydge, Danny Cox et Lorne Chabot, ce dernier ayant quant à lui signé avec les Rangers de New York. Pour le début de la saison, il est prêté aux Hornets de Windsor de la Canadian Professional Hockey League (Can-Pro). Réalisant de bonnes performances en mineur, il est appelé par les St. Pats le 28 décembre et, deux jours plus tard, il est aligné face aux Bruins de Boston. Art Ross, entraîneur et directeur général des Bruins, proteste contre l'utilisation de Pudas, le croyant non qualifié pour jouer en LNH. Cependant la ligue confirme qu'il est qualifié et il participe à la victoire de Toronto sur la marque de 4-1, devenant ainsi le premier joueur né en Finlande à évoluer en LNH. Dans les jours qui suivent, il prend part à trois autres rencontres des St-Pats, n'inscrivant aucun point. Il est alors renvoyé à Windsor avant de finir la saison avec les Tigers de Hamilton. La saison suivante, il porte les couleurs de trois équipes de la Can-Pro avant de mettre un terme à sa carrière de joueur professionnel.

### Les Jeux olympiques d'hiver de 1936
Par la suite, il retrouve les Bearcats de Port Arthur dont il en devient l'entraîneur. Sous sa direction, les Bearcats participent régulièrement à la coupe Allan. En 1935, ils échouent en finale face aux Wolverines de Halifax. En tant que meilleure équipe amateure du pays, les Wolverines étaient alors désignés pour représenter le Canada aux Jeux olympiques d'hiver de 1936, organisés à Garmisch-Partenkirchen en Allemagne. Cependant, ils n'arrivent à mettre une équipe sur pied et l'Association canadienne de hockey amateur décide d'envoyer les Bearcats à la place. Mais avant de partir pour l'Europe, Pudas doit alors régler un détail. En raison de nouvelles régulations gouvernementales lui ayant retirer sa citoyenneté canadienne gagné quand il était enfant, il doit se rendre à Ottawa afin d'obtenir des papiers de naturalisation, nécessaires pour la délivrance de son passeport. Étant donné son importance pour l'équipe olympique, l'approbation lui est donné en un temps record.
Dans un climat marqué par la propagande nazie, les canadiens ont la mauvaise surprise de découvrir à leur arrivée que les équipes de Grande-Bretagne et de France sont composés essentiellement de joueurs canadiens ayant la nationalité de ces pays. Malgré les protestations de leur part, les deux équipes sont autorisées à participer et le tournoi débute. Lors du premier tour, le Canada se qualifie facilement, dominant la Pologne (8-1), la Lettonie (11-0) et l'Autriche (5-2). Au deuxième tour, les canadiens retrouvent leurs « compatriotes » britanniques. Dans une rencontre serrée, la Grande-Bretagne s'impose sur la marque de 2-1. Dans les jours qui suivent, le Canada bat la Hongrie (15-0) et l'Allemagne (6-2) et finit deuxième du groupe, se qualifiant pour la poule finale. Désavantagés par le format de la compétition qui conserve les résultats du tour précédent, les canadiens tente d'obtenir sans succès une nouvelle opposition face aux britanniques. Ils doivent alors se contenter de la médaille d'argent, la seule médaille de la délégation canadienne lors de ces Jeux, après les victoires face à la Tchécoslovaquie (7-0) et les États-Unis (1-0). La Grande-Bretagne remporte la médaille d'or suivant sa victoire 5-0 sur les tchécoslovaques et son nul 0-0 après trois prolongations face aux américains, devenant la première équipe européenne à remporter un tournoi d'envergure mondiale.
Dans les années qui suivent, Pudas se fait une réputation en tant qu'arbitre.

### Vie privée
Avec son épouse Elizabeth, il a eu deux enfants, James et Jane. Il meurt le 28 octobre 1976 à Thunder Bay, en Ontario au Canada.

## Statistiques
| Saison    | Équipe                    | Ligue   |    | Saison régulière | Saison régulière | Saison régulière | Saison régulière | Saison régulière |    | Séries éliminatoires | Séries éliminatoires | Séries éliminatoires | Séries éliminatoires | Séries éliminatoires |
| Saison    | Équipe                    | Ligue   | PJ | B                | A                | Pts              | Pun              | PJ               | B  | A                    | Pts                  | Pun                  |                      |                      |
| 1918-1922 | Pascoes de Port Arthur    | TBSHL   |    |                  |                  |                  |                  |                  |    |                      |                      |                      |                      |                      |
| 1922-1923 | Ports de Port Arthur      | MSHL    | 16 | 17               | 8                | 25               | 5                | 2                | 1  | 0                    | 1                    | 0                    |                      |                      |
| 1923-1924 | Bearcats de Port Arthur   | MSHL    | 16 | 11               | 2                | 13               | 2                | 2                | 1  | 0                    | 1                    | 2                    |                      |                      |
| 1924-1925 | Bearcats de Port Arthur   | MSHL    | 20 | 3                | 3                | 6                |                  | 10               | 11 | 10                   | 21                   | 13                   |                      |                      |
| 1925-1926 | Bearcats de Port Arthur   | MSHL    | 20 | 11               | 2                | 13               | 20               | 9                | 7  | 6                    | 13                   | 18                   |                      |                      |
| 1926-1927 | Hornets de Windsor        | Can-Pro | 18 | 10               | 2                | 12               | 8                |                  |    |                      |                      |                      |                      |                      |
| 1926-1927 | Saint-Patricks de Toronto | LNH     | 4  | 0                | 0                | 0                | 0                |                  |    |                      |                      |                      |                      |                      |
| 1926-1927 | Tigers de Hamilton        | Can-Pro | 9  | 8                | 0                | 8                | 2                | 2                | 3  | 0                    | 3                    | 0                    |                      |                      |
| 1927-1928 | Panthers de London        | Can-Pro | 10 | 2                | 2                | 4                | 4                |                  |    |                      |                      |                      |                      |                      |
| 1927-1928 | Nationals de Stratford    | Can-Pro | 1  | 0                | 0                | 0                | 0                |                  |    |                      |                      |                      |                      |                      |
| 1927-1928 | Olympics de Détroit       | Can-Pro | 19 | 4                | 1                | 5                | 0                | 2                | 0  | 0                    | 0                    | 0                    |                      |                      |

## Transactions en carrière
- 28 octobre 1926 : signé par les Saint-Patricks de Toronto à titre d'agent libre.
- 10 novembre 1926 : prêté aux Hornets de Windsor (Can-Pro) par les Saint-Patricks en retour d'argent.
- 1er février 1927 : prêté aux Tigers de Hamilton (Can-Pro) par les Saint-Patricks avec 5 000$ en retour de George Paterson.
- 20 octobre 1927 : échangé aux Panthers de London (Can-Pro) par les Saint-Patricks en retour de Gerry Lowrey.
- Janvier 1928 : échangé aux Flying Dutchmen de Kitchener (Can-Pro) par les Panthers pour compléter la transaction qui a envoyé Bill Holmes aux Panthers (16 janvier 1928).
- 19 janvier 1928 : échangé aux Nationals de Stratford (Can-Pro) par les Flying Dutchmen en retour de Jack Kentner.
- 22 janvier 1928 : échangé aux Olympics de Détroit (Can-Pro) par les Nationals en retour de Harry Lott.

## Titres et honneurs personnels
- Champion de la coupe Allan 1925 et 1926 avec les Bearcats de Port Arthur.
- Premier joueur né en Finlande à jouer en Ligue nationale de hockey (1926).
- Médaille d'argent aux Jeux olympiques d'hiver de 1936 en tant qu'entraîneur de l'équipe du Canada.
- Intronisé au Northwestern Ontario Sports Hall of Fame en 1987 en tant que membre de la sélection olympique du Canada de hockey sur glace de 1936.